# Костадин Гемеджиев
Костадин Георгиев Гемеджиев е български партизанин. Командир на Партизански отряд „Васил Левски“ в състава на ЕЛАС.

## Биография
Костадин Гемеджиев е роден на 27 септември 1908 г. в село Долно Луково, Ивайловграско. Учи в Свиленградската гимназия. Завършва Харманлийската педагогическа гимназия и Школата за запасни офицери. Член на БКП от 1932 г. За дейността си е интерниран и лишен от учителска правоспособност по Закона за защита на държавата.
Емигрира в Турция. Живее и в Гърция. Последователно попада в турски и гръцки затвор. Завръща се в България и по време на Втората световна война е интерниран в лагера Кръсто поле. След освобождаването му се присъединява към партизаните на ЕЛАС в Гърция. Под командването на гръцкия партизански командир Харис, създава Партизански отряд „Васил Левски“. Отряда е в състава на 81- и Гръцки партизански полк на ЕЛАС. Многократно участва в бойни акции срещу части на Вермахта. Установява контакт с американската мисия при гръцките партизани „Синтагма“ за координиране на съвместните действия. На 9 септември 1944 г. партизански отряд „Васил Левски“ влиза в Ивайловград и Крумовград. Участва в делегацията на Сава Гановски за връщане на българско имущество от Гърция в България. Задачата е изпълнена успешно след съдействие на командването на ЕЛАС и генерал-майор Асен Сираков.
Завръща се в България и отново е арестуван. Изключен е от БКП по обвинение че е бил „секретен сътрудник на полицията“. Следствен в Софийския централен затвор. След освобождаване последователно е въдворен в Ивайловград и Харманли. Установява се в Пловдив. Реабилитиран е напълно през 1990 г. След смъртта му в родното му село е поставена негова паметна плоча.